# 第二夫人
第二夫人（英語：Second lady）或第二先生（英語：Second gentleman）是一個用來指副總統或副行政首長的妻子或丈夫的非正式頭銜，相對於總統或總督妻子或丈夫第一夫人或第一先生的頭銜。雖然沒有國家授予第二夫人任何法律權力，但其職責通常包括：
- 主持副總統府的宴會
- 主持法定的福利機構
- 伴隨配偶在公務旅行
- 其它各種禮儀性活動